# Омелян Пріцак
Омеля́н Йосипович Пріца́к (нар. 7 квітня 1919, Лука, ЗУНР — пом. 29 травня 2006, Бостон, США) — українсько-американський науковець: історик, сходознавець та філолог. Професор Гамбурзького, Вашингтонського, Гарвардського, Київського університетів, засновник і перший директор Українського наукового інституту Гарвардського університету (до 1989) та Інституту сходознавства імені А. Ю. Кримського (1991—1999).
Співзасновник Міжнародної асоціації україністів, президент Міжнародного товариства з вивчення мов, культури й історії угро-фінських та алтайських народів. Редактор багатьох наукових часописів. Іноземний член НАН України, член Наукового товариства імені Шевченка, Української вільної академії наук. Досліджував мови та історію тюркських народів, джерела до історії України (скандинавські і східні), українсько-турецькі відносини в середні віки. Серед основних праць — «Походження Русі», «Коли і ким було написано „Слово о полку Ігоревім“», «Studies in Medieval Eurasian History», «Die Bulgarische Fürstenliste und die Sprache der Protobulgaren».

## Життєпис

### Ранні роки та освіта

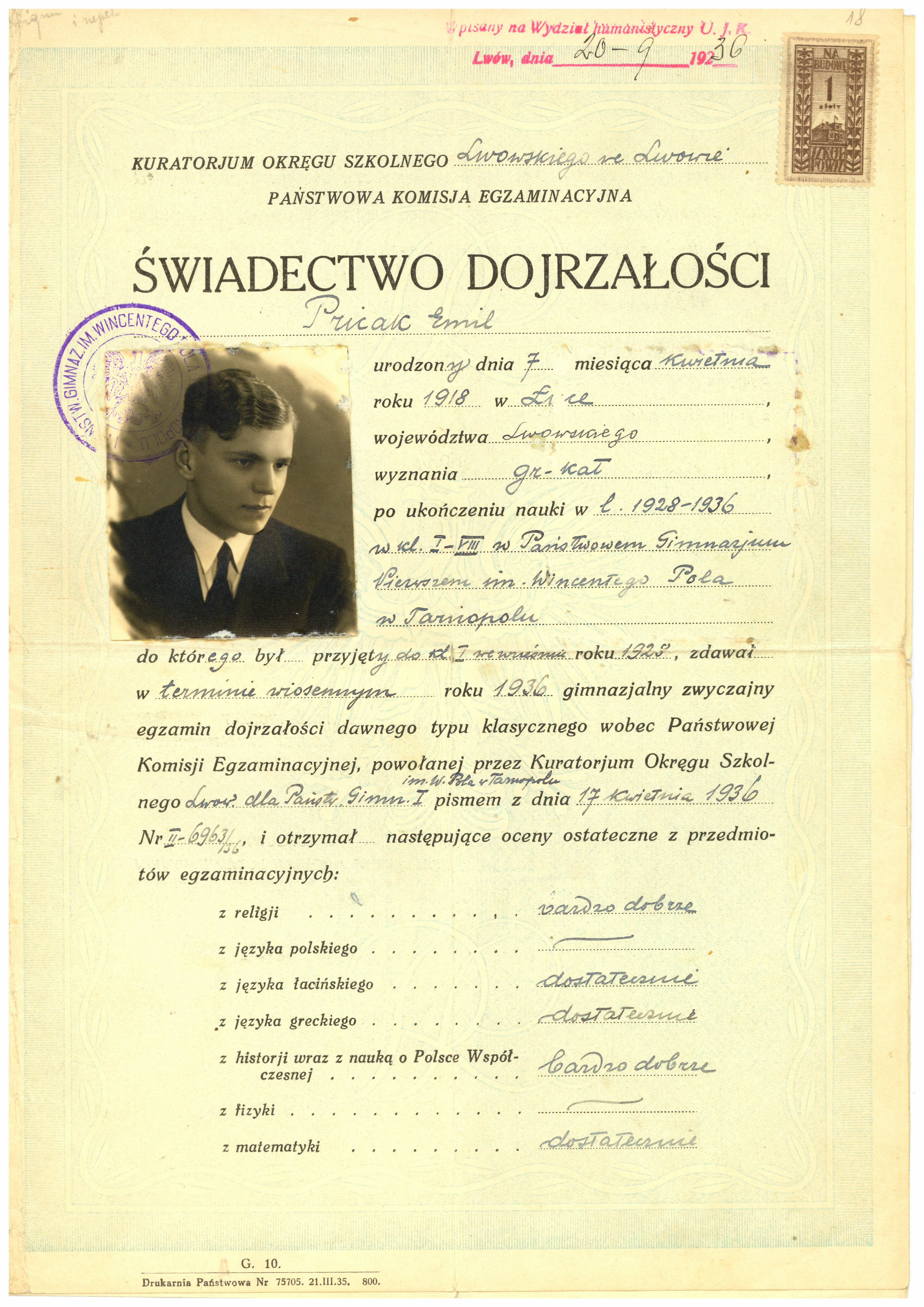
Атестат зрілості Омеляна Пріцака, 1936 рік

Омелян Пріцак народився 7 квітня 1919 року в селі Лука, ЗУНР (нині Старосамбірського району Львівської області) у родині механіка-залізничника Йосипа Пріцака та Емілії Капко. Батько, вояк Української Галицької армії, помер від тифу у польському полоні в таборі Буґшопи біля Берестя-Литовського у вересні 1919 року. В лютому 1921 р. мати вийшла заміж удруге за купця Павла Сарамагу й переїхала з однолітнім Омеляном до Тернополя, де минули його дитячі та шкільні роки.
У Тернополі він навчався спершу в початковій, так званій народній, школі, а згодом — у Першій гімназії імені Вінцента Поля. В дитинстві Пріцак виховувався у польському дусі, і тільки в 13-річному віці, довідавшись про походження рідного батька та як наслідок знущань з боку польського вчителя математики й фізики, юний Омелян усвідомив свою українськість. Тоді він самотужки почав опановувати літературну мову завдяки словникам Івана Огієнка, зацікавився спогадами учасників визвольних змагань та історичними працями Михайла Грушевського. Після смерті вітчима у 1934 році Пріцак, як він писав у спогадах, і маму «заставив повернутися до українства».
1936 року вступив на гуманітарний факультет Львівського університету Яна-Казимира, де вивчав під керівництвом польських професорів Адама Шельонговського, Константія Хілінського, Владислава Котвича, Тадеуша Левицького, Теофіла Модельського, Францішека Буяка, Людвіка Колянковського світову історію та сходознавство, зокрема арабську, перську, турецьку, монгольську мови і літератури. Освіту з українознавчих дисциплін Омелян Пріцак здобув у Науковому товаристві імені Шевченка під керівництвом Івана Крип'якевича, Ярослава Пастернака, Василя Сімовича, о. Теофіля Коструби. Упродовж 1936—1939 років він виконував обов'язки секретаря Комісії нової історії України НТШ. Молодий науковець підготував низку ґрунтовних статей — зокрема, про формування української нації, написану під впливом Мирона Кордуби.
Ще до завершення університетських студій у лютому 1940 року Омелян Пріцак стає молодшим науковим співробітником й водночас секретарем Львівської філії Інституту історії України. У червні 1940 він вирушив до Києва, де продовжив навчання в аспірантурі Інституту мовознавства АН УРСР зі спеціальності «ісламська філологія», ставши учнем академіка Агатангела Кримського. Омелян Пріцак згадував:
|  | Короткий час, який я мав щастя перебувати в аспірантурі у Кримського в Києві (квітень-жовтень, 1940), дав мені змогу познайомитися з його лабораторією-бібліотекою, методом праці та таланом аналізувати східні джерела. Наші наукові зустрічі заторкалися головно історії Хозарського каганату, який Кримський слушно уважав прямим попередником Київської держави. З того часу ще на сьогодній день (зокрема в останні роки) я багато часу присвячував і присвячую історії Хозар, — і в такий спосіб віддаю данину свому учителеві — який мене ввів у ту дуже цікаву царину історії України. |

Офіційне навчання в статусі аспіранта в Агатангела Кримського тривало недовго, оскільки Пріцака мобілізували до Червоної армії. Військову службу він проходив у Башкирії. Напередодні війни артилерійський полк, в якому служив Пріцак, передислокували до Білої Церкви, й у перший місяць війни він потрапив до німецького полону. Звідти у 1941 році він зміг потрапити до Львова. 1942 року він влаштувався в Українській кабінет, організований Іваном Крип'якевичем (по суті колишня Історична секція НТШ, забороненого окупаційною владою) і паралельно готував документи для навчання в Берлінському університеті. 1943 року Пріцак виїздить до Німеччини.

### Німецький період
У воєнні та післявоєнні роки Пріцак продовжив навчання в Берлінському (1943—1945) та Геттінгенському (1946—1948) університетах, де його вчителями були Ріхард Гартманн (1943—1944) та Ганс Генріх Шадер (1944—1948). Крім історії Східної Європи він вивчав там арабістику та іраністику. З 1945 року виконував обов'язки голови студентської організації «Мазепинець» та разом із майбутніми відомими українськими вченими видавав Бюлетень Централі Національної організації українських студентів у Німеччині. У цей період також відновлює своє передвоєнне спілкування з гетьманом Павлом Скоропадським, який у міжвоєнну добу разом із родиною мешкав у передмісті Берліна.
Наприкінці війни жив на півдні Баварії, звідкіля нелегально перейшов до Швейцарії. Протягом 1946—1948 років Пріцак продовжував студії тюркології, іраністики, славістики та історії в Геттінгенському університеті в Німеччині, а у 1949—1950 роках ще й викладав українську та польську мови. 1948 року захистив дисертацію на тему «Karachanidische Studien I—IV. Studien zur Geschichte der Verfassung der Türk-Völker Zentralasiens» — про першу тюркську ісламську династію в домонгольський період. У 1951 габілітувався на доцента історії Євразії та алтайської філології на підставі праці «Stammesnamen und Titulaturen der altaischen Völker» («Родові назви та титулатури алтайських народів»). 1952 стає викладачем, а 1957 — професором історії Євразії та алтайської філології Гамбурзького університету. Того ж року Омелян Пріцак одружився з Ніною Молденгауер, що працювала викладачкою російської мови в університеті міста Кіль.
1952 року став одним із засновників та заступником президента міжнародної наукової організації «Урало-алтайське товариство», яка об'єднала науковців зі всього світу в галузі мовознавства уральських (угро-фінські, самодійські мови) та алтайських народів (тюркські, тунгуські, монгольська, корейська мови). Було започатковано журнали «Ural-Altaische Jahrbücher» («Урало-алтайський щорічник») та монографічну серію «Ural-Altaische Bibliothek» («Урало-алтайська бібліотека»).

### Американський період

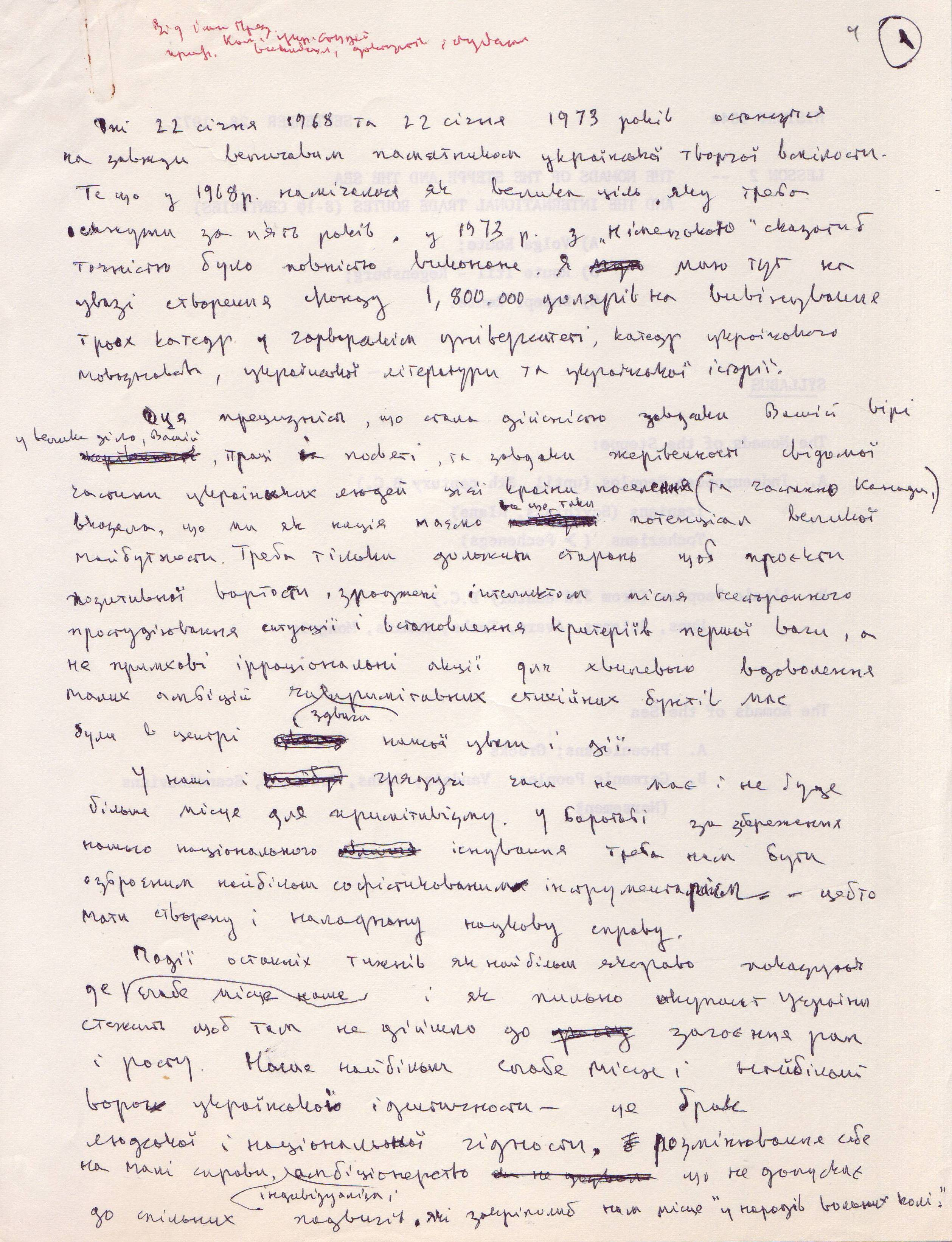
Промова О. Пріцака, присвячена створенню та діяльності Українського наукового інституту, написана ним самим

У 1960—1964 роках викладав в університеті Вашингтону, Гарвардському університеті як запрошений професор тюркології. 1964 року Омелян Пріцак отримав запрошення Гарвардського університету, де зайняв посаду професора тюркології та історії центральної Азії. З 1964 року Омелян Пріцак постійно жив і працював у США й до 1990 року викладав у Гарвардському університеті.
У 1964 році долучився до ініціативи студентів створити українознавчий центр у Гарвардському університеті, очолив кампанії зі збору коштів серед української громади Америки для втілення цієї ідеї. З 1975 року завідував кафедрою української історії ім. Михайла Грушевського Гарвардського університету. 1973—1989 працював директором Українського наукового інституту Гарвардського університету, про ці роки він писав:
|  | Мій час в рр. 1967-1989 я головно присвячував ширенню “катедральної релігії”, цебто поїздкам організованим президією ФКУ, де я подавав свої обґрунтування, чому потрібні українські кафедри в Гарварді (вибірка моїх промов вийшла в 1973 р. окремою книжкою: “Чому катедри українознавства в Гарварді ?”)… Понад 10 років я об’їздив українські громади в США та Канаді, посвячуючи на те до 4 днів у тижні. Було так, що одного дня я говорив в Нью-Йорку, другого в Чікаго, а третього десь у Сан-Франціско, або Лос Анджелес. |

В Інституті створив власну наукову школу україністів, які вперше трактували історію України в широкому всесвітньо-історичному баченні. До представників цієї школи належать Орест Субтельний, Павло-Роберт Магочій, Зенон Когут, Франк Сисин, Ольга Андрієвська та інші. Його докторантські семінари про історію України також відвідував Борис Гудзяк, який здобував у Гарварді ступінь доктора славістики і візантиїстики.
У 1960-х роках Омелян Пріцак був включений Нобелівським комітетом з літератури до списку осіб, що мали право номінувати претендентів на Нобелівську премію з літератури. Він отримував прохання подати кандидатури для присудження премії на розгляд комітету шість разів. У відповідь на перше звернення до нього Нобелівського комітету з літератури Омелян Пріцак надіслав подання на присвоєння Нобелівської премії у 1967 році поетам Павлові Тичині, Іванові Драчеві та Ліні Костенко. Наступного, 1968 року, він рекомендує на Нобелівську премію одного Івана Драча, у 1970 та 1971 роках — Миколу Бажана.
1970 року Пріцака було обрано членом Американської академії мистецтв і наук. 1985 року надано звання почесного доктора літератури Альбертського університету (Канада).
Пріцаку належить не лише створення загальної концепції Гарвардського Українського наукового інституту (УНІГУ), але й розробка програми видавничої справи центру та планів окремих видавничих проєктів, а саме: наукових журналів «Minutes of the Seminar in Ukrainian Studies», «Recenzija. A Review of Soviet Ukrainian Scholarly Publications», «Harvard Ukrainian Studies» і багатотомних книжкових серій «Series in Ukrainian Harvard Studies».
Завдяки його ініціативі розпочато видання «Гарвардської бібліотеки давнього українського письменства», що включає опублікування оригінальних творів, створених на території Русі-України в XI—XVIII століттях. Омелян Пріцак був одним з ініціаторів перевидання багатотомної «Історії України-Руси» Михайла Грушевського. Саме з його аналізу історіософії видатного українського історика розпочинався перший том видання.

### Повернення в Україну
Після відновлення незалежності Омелян Пріцак отримав пропозицію президента НАН України Бориса Патона й переїхав із США до України для розбудови гуманітарної науки в нових політичних умовах. Тут він продовжив справу свого вчителя Агатангела Кримського, розпочавши відродження сходознавства в Україні. Учений розробив концепцію майбутнього Інституту сходознавства імені А. Кримського НАН України, сформував науковий колектив, бібліотеку, організував першу міжнародну сходознавчу конференцію. На посаді директора Інституту Сходознавства відновив видання журналу «Східний Світ» (1993 рік), започаткував видання журналу «Сходознавство» (1998 рік), серію «Наукова спадщина сходознавців». Директором заснованого інституту був до 1996 року.
Пріцак брав участь у створенні Інституту української археографії та джерелознавства ім. М. С. Грушевського НАН України, де входив також до складу вченої ради із захисту кандидатських та докторських дисертацій. У Національному університеті імені Тараса Шевченка вчений заснував першу на пострадянському просторі кафедру історіософії, читав курс всесвітньої історіософії, проводив науковий семінар, керував науковою роботою аспірантів.
За свідченням його західних колег, цей період життя став для Омеляна Пріцака великим розчаруванням:
|  | Він став першим з обраних до Академії Наук України закордонних членів та розгорнув у Києві Інститут сходознавчих студій, впровадивши нову програму університетського рівня в цій галузі та в багатьох інших занедбаних галузях історичних досліджень. Однак, на жаль, навіть людина його проникливості та динамізму була не в силі уникнути в'язких хитросплетінь пост-совєтських академічних політик і інтриг: ці роки були сповнені розчарувань.Оригінальний текст (англ.) He became the first elected foreign member of the Ukrainian Academy of Sciences, and revived the Institute of Oriental Studies in Kyiv, introducing new university-level programs in that field and many other neglected areas of historical scholarship. Sadly, however, even a man of his astuteness and dynamism was unable to escape the tangled webs of post-Soviet academic politics and intrigue: these years were filled with disappointments. |

Хвороба першої дружини змусила науковця повернутися до США у 1996 році. Після того та через власний стан здоров'я в Україну зміг приїхати лише у червні 1997 та листопаді 1998 року. Помер 29 травня 2006 року у Бостоні. Прах науковця захоронений у стіні колумбарію Лук'янівського цвинтаря в Києві, поруч з прахом його другої дружини — доктора історичних наук Лариси Пріцак (1947—2020).

## Наукові зацікавлення
Омелян Пріцак зробив внесок у розвиток декількох гуманітарних наук — філологію, історію, тюркологію, історіософію, історіографію, джерелознавство. Серед основних напрямів досліджень були: порівняльна та історична алтаїстична лінгвістика й тюркологія; мова й історія гунів і протобулгар; історія Центральної Азії, зокрема кочових імперій; історія Османської імперії та Кримського ханату; алтайські народи й слов'янський світ через призму лінгвістики та історії.
Одним з вагомих внесків до алтаїстичних та тюркологічних студій було написання нарисів для енциклопедичного видання «Philologia Turcicae Fundamenta» (Вісбаден, Німеччина, 1959) про такі мови, як старотюркська, караїмська, карачаївська-балкарська, кипчацька (мамлюко-кипчацька і вірмено-кипчацька), ново-уйгурська, а також мови шорців, чулимських і абаканських тюрків.

### Омелян Пріцак як історик
Омелян Пріцак був сформований як науковець-історик в умовах еміграції. На посадах співробітника чи професора чільних німецьких, американських та пострадянських інституцій, він ставив перед собою наукові завдання, які витікали з реалій тематичного і концептуального дискурсу, який поставав перед ним в різних країнах та наукових середовищах.
Деякі з тем, яким були присвячені його різноманітні статті та монографії на історичну тематику, такі як, наприклад, «Проблема суверенітету — не суверенітету в давній Русі», «Історія Польщі», «Кримський ханат» він розпочинав досліджувати ще у ранніх працях студентської юності у Львові та Берліні. Деякі теми він розпочав досліджувати значно пізніше. Це, наприклад, теми «Що таке історія України», проблеми українського козацтва, історія Туреччини, історія Росії, які історик розпочав досліджувати вже в німецький період своєї наукової кар'єри. До аналітичних досліджень дискусійних моментів «Повісті Временних Літ як найдавнішого джерела української історії» і проблем історії східноєвропейського єврейства та єврейсько-українських взаємин вчений звернувся найпізніше, коли переїхав на американський континент у 1960-х роках.
У студентські роки вивчав добу Мазепи, вже у 19 років опублікував перші наукові розвідки: про рід Скоропадських та статтю «Іван Мазепа і княгиня Анна Дольська». Також Пріцак зібрав велику бібліографію доби Мазепи (понад 300 сторінок), яка мала вийти як третій том збірника «Мазепа» в Українському Науковому Інституті у Варшаві . Сходознавством Пріцак зацікавився ще під час навчання в Тернопільській гімназії і продовжив сходознавчі студії в університеті та комісіях історичного спрямування НТШ, де він вивчав арабо-перські джерела з історії Східної Європи VIII—X століття. Друга світова війна завадила захистити дисертацію в Україні, опублікувати низку наукових розвідок. Надрукував лише п'ять нарисів у газетах, одну рецензію, описав скарби арабських монет у Західній Україні, перекладав і коментував твір Абу-ль-Фіда «Впорядкування країн» та Павла Алеппського «Подорож патріарха Макарія».
Значну увагу приділив темам походження Русі та «Слова о полку Ігоревім» як історичного джерела. Крім того, вчений зробив внесок у вивчення історії України козацької доби, у хозарські студії та дослідження українсько-єврейських взаємин, публікуючи монографії й статті, а також беручи участь у міжнародних конференціях.
Омелян Пріцак писав в автобіографії:
|  | Усе своє наукове життя я ділив поміж українською історією та сходознавством, з тим, що до 1968 р. сходознавство було моєю офіційною дисципліною, і силою факту я йому більше приділяв уваги. Другий стимул до моєї концентрації на українській історії був викликаний потребами української науки. |

Чи не найвідомішою стала концепція Омеляна Пріцака про походження Русі та зв'язок давньої історії України і тюркомовного світу. Вважаючи дискусії норманістів та антинорманістів безплідним, у першому томі свого magnum opus «Походження Русі» на джерельному матеріалі скандинавського походження він пов'язує заснування Київської держави з рутено-фризько-норманською торговельною компанією, що сформувалася в Галії під назвою «Русь». Ця концепція викликала полеміку серед українських істориків. Зокрема, Володимир Баран зауважує неврахування ним археологічних джерел. За задумом автора мало вийти шість томів на джерельному матеріалі скандинавського, іранського, хозарського і староруського походження, але за життя він встиг підготувати лише два.
1982 року разом із Норманом Ґолбом опублікував аналіз одного хозарського документа Х століття та висунули гіпотезу про хозаро-юдейське заснування Києва. Після виходу перекладу російською, праця отримала низку критичних рецензій.
У публікації 1966 року, присвяченій до 100-літньої річниці з дня народження Михайла Грушевського, Омелян Пріцак критично оцінив народницьке бачення української історії, запропоноване цим автором, вбачаючи в ній «патологічне явище», що спирається на комплекс провини перед Україною представників «панських верств». Натомість, Пріцак у притаманній для державницької школи традиції наголошує, що українське національне відродження XIX століття було б неможливим, якби «наші вищі верстви, старі і нові, були в дійсності цілковито денаціоналізованими „відродками“». Подібна категорична оцінка була зустрінута дуже прохолодно, іноді як образа й нахабство. Зокрема Любомир Винар зазначав, що ця стаття «має мало спільного з критичною аналізою головних історіографічних концепцій Грушевського». В подальших статтях Омелян Пріцак став уникати гостроти оцінок та описував Грушевського як найвизначнішого представника документальної школи, не торкаючись народницької теорії.

### Методологія роботи
У плані вивчення історії Пріцак робив основний акцент на безпосередньому вивченні джерел та індивідуальній, питомій для нього, їх інтерпретації та коректуванні. Свою історіософію він вибудовував, визначивши, насамперед, проблему, що стояла в епіцентрі подій (наприклад, проблема суверенітету — не суверенітету в давній Русі, проблема королівства — не королівства в Галицько-волинській державі, тощо), і довкола неї розгортав свої розумування, побудовані на аналізі знайдених джерел та обраної методології.

## Бібліотечно-архівна спадщина

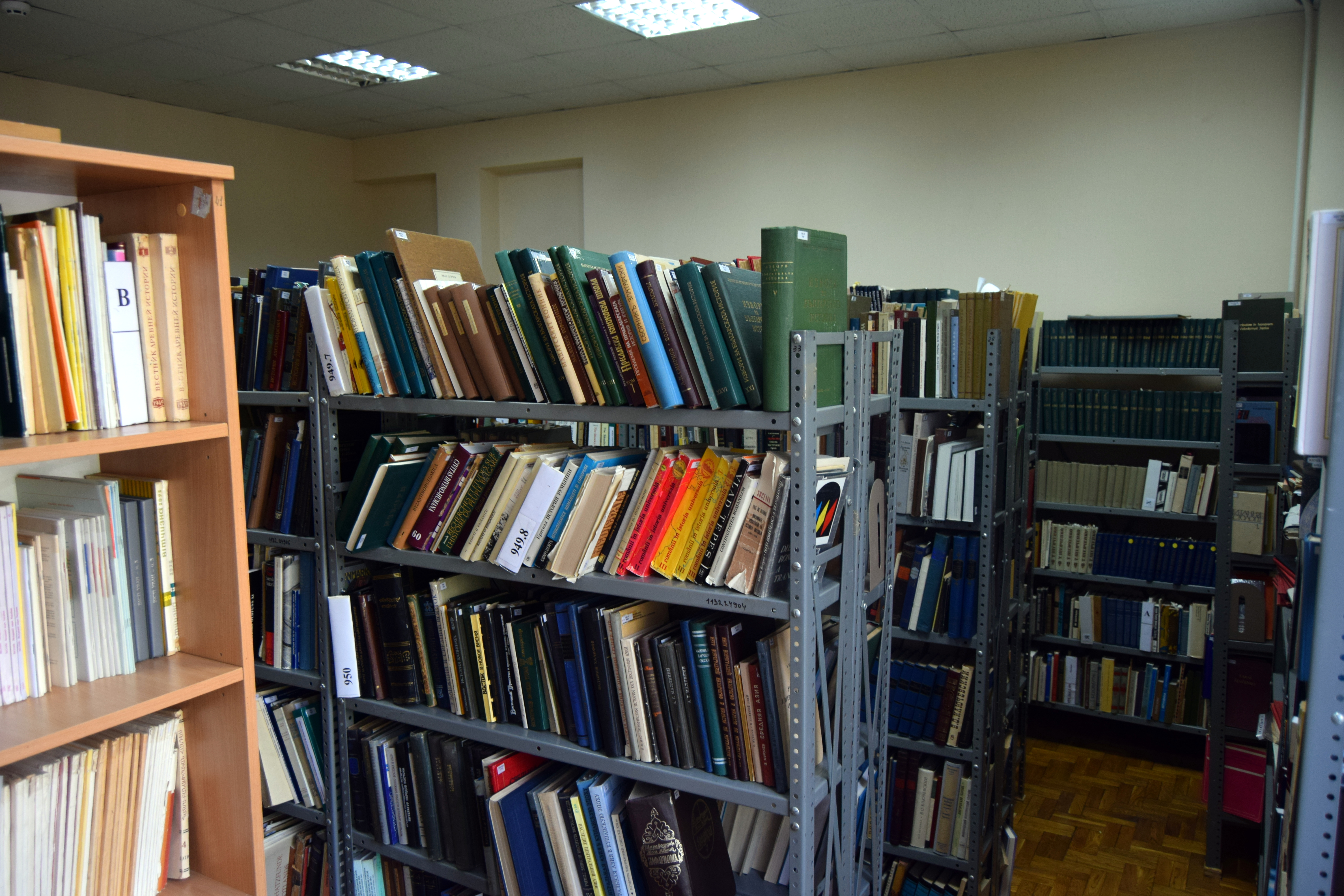
Книжкова колекція Омеляна Пріцака в Могилянській бібліотеці

З 2007 року його бібліотека, особовий архів та мистецька колекція переїхали з США до України і зберігаються у Національному університеті «Києво-Могилянська академія» як окремий підрозділ під назвою «Меморіальна бібліотека Омеляна Пріцака» в структурі наукової бібліотеки університету. Колекція містить рукописні твори, друковані видання, архівні документи, живопис, графіку, предмети декоративно-ужиткового мистецтва, записи класичної музики.
Книжкову колекцію внесено до електронного каталогу Наукової бібліотеки НаУКМА, описи архівної колекції Омеляна Пріцака також доступні онлайн. Унікальні книги, зокрема рукописні та стародруки, архівні документи та мистецька колекція Омеляна Пріцака експонуються на виставках в НаУКМА та музеях Києва й України.

## Членство в академіях та наукових товариствах
Омелян Пріцак був членом Наукового товариства імені Шевченка, Української вільної академії наук, Міжнародної асоціації україністів, Турецької академії мови, Американської академії мистецтв і наук, Академії наук Латвії, численних міжнародних наукових товариств. З 1958 по 1965 рік був президентом Міжнародного товариства з вивчення мов, культури й історії угро-фінських та алтайських народів.
1990 року обраний іноземним членом НАН України.

## Нагороди і відзнаки
- 1990 — золота медаль Постійної алтаїстичної конференції[59].
- 1991 — лауреат премії імені Агатангела Кримського Національної академії наук України[60].
- 1993 — лауреат Державної премії України в галузі науки і техніки.
- 1998 — Орден «За заслуги перед Турецькою Республікою»[en][61].

## Вшанування пам'яті
- 1992 року іменем вченого названо астероїд 17519 Пріцак.
- 2008, 2009, 2014 — роки пам'яті вченого організовувались наукові конференції у НаУКМА[62].
- 2009 року створено Науково-дослідний центр орієнталістики імені Омеляна Пріцака при Національному університеті «Києво-Могилянська академія»[63].
- 2019 року Український дослідний інститут Гарвардського університету оголосив про заснування нової міждисциплінарної книжкової премії з українських студій — Книжкової премії Омеляна Пріцака[64].

### Топоніми
- 2022 року у місті Київ вулицю Академіка Кржижановського перейменовано на вулицю Омеляна Пріцака[65].
- 31 січня 2024 року у місті Дніпро вулицю Толстого перейменували на вулицю Омеляна Пріцака[66].

## Наукові праці

Обкладинка «Походження Русі», українське видання 1997 року

Автор понад 700 наукових праць (монографії, статті, рецензії, підручники) з філології, лінгвістики, сходознавства, всесвітньої історії, історії України. Бібліографія вченого публікувалась у фахових журналах з нагоди його ювілеїв.. У найповнішому покажчику, виданому після смерті Пріцака представлено 904 назви праць.

### Основні праці
- Stammen und Titulaturen der altaischen Völker. — Göttingen, 1951.
- Die Bulgarische Fürstenliste und die Sprache der Proto-Bulgaren. — Wiesbaden, 1955.
- Philologiae Turcicae Fundamenta. Vol.I. — Wiesbaden, 1959.
- Чому катедри українознавства в Гарварді? — Кембрідж, Масс. — Ню. Йорк, Н. Й., 1973.
- The Origin of Rus’. Old Scandinavian Sources other than the Sagas. — Cambridge : Harvard Ukrainian Research Institute, 1981. — Т. 1. — 928 с.
- Studies in Medieval Euroasian History. — London, 1982.
- Khasarian Hebrew Documents of the Tenth Century (with Norman Golb). — Ithaca-London, 1982; Переклад: Норман Голб и Омельян Прицак. Хазаро-еврейские документи Х в. / Науч. редакция, послесловие й комментарий В. Я. Петрухина. — Москва — Иерусалим, 1997.
- Das Alttürkische. Handbuch der Orientalistik. — Leiden, 1982.
- The Origins of the Old Rus’ Weights and Monetary Systems. Two Studies in Western Eurasian Metrology and Numismatics in the Seventh to Eleventh Centuries. — Cambridge : Harvard Ukrainian Research Institute, 1998. — 174 с.
- Історіографія та історіософія Михайла Грушевського. — Київ-Кембрідж, 1991.
- Шевченко — пророк. — Київ, 1993.
- Походження Русі. Стародавні скандинавські джерела (крім ісландських саґ). [авторизований переклад з англійської О. Буценка та Ю. Олійника] — Т. І. — K.: АТ «Обереги», 1997
- Походження Русі. Стародавні скандинавські саги і Стара Скандинавія. — Т. II. — Київ, 2003.
- Ким і коли було написане «Слово о полку Ігоревім». — Київ, 2008.

Статті
- Союз Хмельницького з Туреччиною 1648 року. — Мюнхен}, 1948. — 22 с.
- Al-i Burhan //Der Islam. — 1952. — Bd. XXX — № 1. — S. 81—96.
- Julius von Farkas und die ural-altaische Forschung //Ural-Altaische Jahrbücher. — 1959. — Bd. XXXI. — S. 20—23.
- Pritsak O., Reshetar J. The Ukraine and the Dialectic of Nation-Building // Slavic Review. –1963. — Vol.22, № 2.
- Пріцак О. Проект «Вступу до історії України» // Український історик. — 1968. — № 1/4. — С. 128.
- Pritsak O. The Igor’ Tale as a Historical Document // Annals of the Ukrainian Academy of Arts and Sciences in the U.S. New York, 1972. — Vol. 1–2.
- На перехресті двох тисячоліть // Сучасність. — 1984. — № 24(1/2). — С. 80—90.
- Пріцак О. Історіософія Михайла Грушевського // Грушевський М. Історія України-Руси. — Київ, 1991. — Т. 1. — С. XL–LXXIII.
- Один чи два договори Пилипа Орлика з Туреччиною на початку другого десятиліття вісімнадцятого століття? // Український археографічний щорічник. — 1992. — № 1. — С. 307—320.
- Доба військових канцеляристів //Київська старовина. — 1993. — № 4. — С. 62—66.
- Ще раз про союз Богдана Хмельницького з Туреччиною // Український археографічний щорічник. — 1993. — Вип.2. — С. 177—192.
- Пріцак О. Наталія Полонська-Василенко: Жмут спогадів // Полонська-Василенко Н. Українська Академія Наук. Нарис історії. — Київ, 1993.
- Прицак Е. Тюркско-славянское двуязычное граффити XI столетия из Собора св. Софии в Киеве // Вопросы языкознания. — 1988. — № 2. — С. 49—61.
- The First Constitution of Ukraine (5 April 1710) //Harvard Ukrainian Studies. — 1998. — Vol. XXII. — P.471-496.
- The Pogroms of 1881 //Harvard Ukrainian Studies. — 1987. — Vol. XI. № 1—2. — P. 8—43.
- Pritsak O. The First Constitution of Ukraine (15 April 1710) // Cultures and Nations in Central and Eastern Europe. Essays in Honor of Roman Szporluk. Camb., 2000.
- The Bulgar Tatar Ossian //Folia Orientalia. — Cracow, 2000. — Vol.XXXVI. — P. 259—273.
- Звідки прийшов літописний Рюрик? //Вісті ВУАН. -2004. — № 3. — С. 11—20.
- Тюркська етимологія назви «козак» //Український історик. — Нью-Йорк, 2006. — Т. XXXXII. —4.2-4 (166—168). — С. 174—179.
- Пріцак О. Що таке історія України? // Рух. Інформцентр. — 1990. — Ч. 19; Те саме // Вісник Міжнародної асоціації україністів. — Вип. 1. — К., 1991; Те саме //Український історичний журнал — 2015. — № 1.

### Відео
- Омелян Пріцак у програмі «Плеяда» на Українському телебаченні (1990 рік) на YouTube
- Занківчанський вечір за участі О. Пріцака, що відбувся у Львівському державному академічному українському театрі ім. М.Заньковецької (1993 рік) на YouTube
- Телефільм «Наукова бібліотека Омеляна Пріцака в НаУКМА» (2011 рік) на YouTube
- Телефільм «Сонячна людина» (2013 рік) на YouTube
- «Український Гарвард». Програма проекту O«Історична правда з Вахтангом Кіпіані» (2018 рік) на YouTube
- Омелян Пріцак — український професор у Гарварді (2021 рік) на YouTube